# Allium haematochiton
Espèce
Classification APG III (2009)
Statut de conservation UICN

 LC  : Préoccupation mineure
Allium haematochiton est une espèce d'oignon sauvage d'Amérique du Nord dénommée couramment  oignon rouge.

## Habitat
Il est originaire du nord de la Baja California, de la Sonora et du sud de la Californie jusqu'au comté de Kern,,, Il pousse sur les pentes des collines et des montagnes, comme celles des Peninsular Ranges, des Transverse Ranges et du sud des California Coast Ranges.

## Description
Allium haematochiton a un petit rhizome associé à des grappes de bulbes rouge vif. À partir de celles-ci poussent plusieurs tiges vertes nues, chacune avec quelques feuilles flétries et enroulées.
Au sommet de chaque tige se trouve une inflorescence de plusieurs fleurs, chacune sur un court pédicelle. Chaque fleur mesure un peu moins d'un centimètre de large et est blanche à rosâtre avec des nervures médianes foncées. Il y a six étamines robustes autour d'un ovaire blanc ou rose.

## Systématique
Il a pour synonymes, :
- Allium californicum Rose
- Allium marvinii Davidson